# Josef Valčík

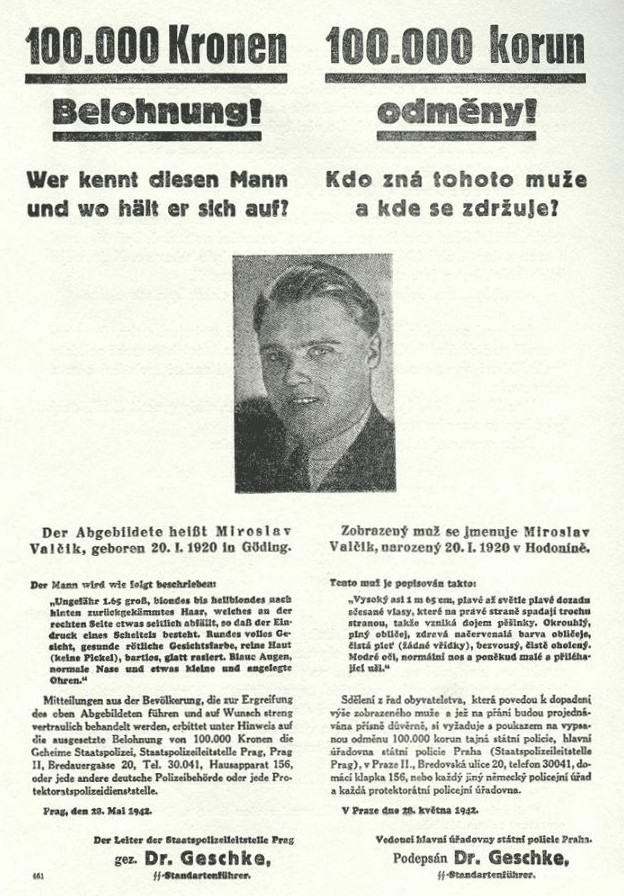
List gończy za Josefem Valčíkiem. Na plakacie błędnie podano jego imię (Miroslav) oraz datę i miejsce urodzenia – 20 stycznia 1920, Hodonin

Josef Valčík (ur. 2 listopada 1914 w Smolinie koło Valašskych Klobouków, zm. 18 czerwca 1942 w Pradze) – czechosłowacki żołnierz, uczestnik operacji Silver-A. Pomagał członkom akcji o kryptonimie  Anthropoid, podczas której Jozef Gabčík i Jan Kubiš dokonali udanego zamachu na protektora Czech i Moraw Reinharda Heydricha.

## Życiorys

### Wczesne życie
Valčík pracował jako garbarz w zakładach firmy Bata w Zlinie i Otrokovicach. W latach 1936–1938 odbywał zasadniczą służbę wojskową w 22. pułku piechoty w Jičinie. Po utworzeniu Protektoratu Czech i Moraw  w 1939 roku uciekł przez Słowację, Węgry, Jugosławię, Grecję, Turcję do Syrii, a w roku 1940 dostał się do Francji.
Po napaści Niemiec na Francję w 1940 roku Valčik krótko walczył na froncie, a po upadku Francji został ewakuowany do Wielkiej Brytanii na statku Mohamed El Kebir, gdzie został przydzielony do 2. batalionu Samodzielnej Brygady Czechosłowackiej. W marcu 1941 ukończył jako prymus szkolenie dla chorążych piechoty, następnie zgłosił się do pełnienia zadań dywersyjnych w okupowanej Czechosłowacji. Po przejściu specjalnego szkolenia został przydzielony do grupy Silver-A, w której został mianowany zastępcą dowódcy.

### Zamach
Grupa ta w nocy z 28 na 29 grudnia 1941 została zrzucona na teren Czechosłowacji w rejonie Poděbradów. Po nawiązaniu kontaktu z miejscowym ruchem oporu udało mu się na krótko zatrzymać w pardubickim ekskluzywnym hotelu Veselka, którego właściciel Arnošt Koštal wziął na siebie ryzyko i zatrudnił Valčíka na fałszywych dokumentach jako kelnera o nazwisku Miloslav Šolc. Valčík zajął się tworzeniem szeroko rozbudowanej organizacji wywiadowczej. Już w marcu 1942 Gestapo zaczęło coś podejrzewać i zorganizowało zasadzkę, ale Valčikowi udało się uniknąć wpadki i przeniósł się do Pragi. Tam spotkał się z Adolfem Opálką, Jozefem Gabčikiem i Janem Kubišem. 25 kwietnia 1942 wziął udział w nieudanej akcji grupy Out Distance kierowanej przez Adolfa Opálkę – naprowadzaniu brytyjskich bombowców na fabrykę Škoda w Pilźnie za pomocą sygnałów świetlnych. Mimo wysiłku konspiratorów i załóg samolotów, bomby spadły poza fabryką. 30 kwietnia wraz z członkiem ruchu oporu Antonínem Moravcem udał się, by odkopać ładunki wybuchowe ukryte przez grupę Bioscop w pobliżu miejsca lądowania na terenie gminy Požáry. Zostali w porę ostrzeżeni przez żandarma i udało im się uniknąć zasadzki gestapo.
Wspólnie z Gabčikiem i Kubišem przygotowali, a 27 maja przeprowadzili zamach na Heydricha. Podczas zamachu Josef Valčik stał na drugiej stronie ulicy i małym lusterkiem dał znać bezpośrednim zamachowcom – Jozefowi Gabčíkovi i Janowi Kubišovi – o przejeździe samochodu Heydricha. Po zamachu, podczas niemieckich represji, Valčík ukrył się razem z innymi zamachowcami z pomocą biskupa Gorazda II w krypcie soboru Świętych Cyryla i Metodego w Pradze przy ulicy Resslovej.

### Śmierć i jej następstwa
Dwaj członkowie grupy spadochroniarzy, Karel Čurda i Viliam Gerik, zdradzili informacje, prowadzące do Vlastimila Moravca, syna Marii Moravcowej, która udzieliła schronienia uczestnikom zamachu na Heydricha. SS torturami wymusiła na młodym Czechu wydanie miejsca pobytu zamachowców. Kościół został otoczony przez szwadron SS. Po kilkugodzinnej walce 18 czerwca 1942 Valčík, razem z innymi zamachowcami, popełnił samobójstwo.
W odwecie za udział Valčíka w zamachu na Heydricha stracono w tym samym roku całą jego rodzinę. Byli to: matka Veronika (ur. 1888), ojciec Jan (ur. 1880) oraz ośmioro braci i sióstr: Alois (ur. 1908), Emíl (ur. 1909), Terezie (ur. 1912), Františka (ur. 1913), Josef (ur. 1914), Marie (ur. 1916), Antonín (ur. 1919) i Ludmila (ur. 1923).
W 2002 roku Josef Valčík został pośmiertnie awansowany na pułkownika.

## Odznaczenia
- Order Czerwonego Sztandaru – 1968, CSRS, pośmiertnie
- Złota Gwiazda Czechosłowackiego Orderu Wojskowego "Za Wolność" – 1949, pośmiertnie
- Krzyż Obrony Państwa Ministra Obrony Republiki Czeskiej – 2010, pośmiertnie[1]
- Krzyż Wojenny Czechosłowacki 1939 – trzykrotnie: 1942, 1942 (pośmiertnie) i 1945 (pośmiertnie)
- Czechosłowacki Wojskowy Medal Pamiątkowy (z okuciami "F" i "VB") – 1944, pośmiertnie